# Suisse (film, 1955)
Pour les articles homonymes, voir Suisse (homonymie).
Pour plus de détails, voir Fiche technique et Distribution.
Suisse (Switzerland) est un moyen métrage documentaire américain réalisé par Ben Sharpsteen en 1955 pour Walt Disney Productions. Ce documentaire sur la Suisse ne fait pas partie de la collection True-Life Adventures mais d'une série intitulée People and Places dont il est le premier utilisant le format CinemaScope.

## Fiche technique
- Titre : Suisse
- Titre original : Switzerland
- Réalisateur : Ben Sharpsteen
- Producteur : Walt Disney
- Production : Walt Disney Productions
- Durée : 33 min
- Date de sortie : 16 janvier 1955

## Commentaires
Ce court métrage documentaire de la série People and Places a souvent accompagné le long métrage d'animation La Belle et le Clochard (1955) car tous deux utilisaient le format CinemaScope,,,.
Toutefois le premier dessin animé Disney utilisant le procédé CinemaScope est le court métrage Les Instruments de musique (Toot Whistle Plunk and Boom, 1953).